# Jeune fille en chapeau se gantant
La Jeune fille en chapeau se gantant est un dessin réalisé en 1888 par Adrien de Witte, peintre belge et professeur à l'Académie royale des beaux-arts de Liège. L'artiste y modèle, « par de petits traits délicatement dessinés », une jeune femme « au regard évanescent »,.

## Élaboration et genre artistique
Ce portrait, dessiné à la plume, est exécuté par de Witte en septembre 1888,,. L'artiste, qui est alors rentré à Liège depuis trois ans, y prodigue « avec un zèle attentif » des cours de dessin à l'Académie royale des beaux-arts,. Avant de revenir dans sa ville natale, il a voyagé quelques semaines en Italie de fin 1872 à début 1873, vécu à Rome en tant que boursier de la Fondation Darchis de 1879 à 1884, et effectué un bref séjour à Paris en 1884-1885,,. Une fois entré dans ses fonctions de professeur à l'Académie en décembre 1885, l'artiste va surtout se consacrer à sa tâche d'enseignant, « au détriment de sa production personnelle »,,.
Parmi les différentes techniques picturales que de Witte utilise, le dessin se taille la part du lion dans son œuvre. En effet, le catalogue établit en 1927 par Charles Delchevalerie et Armand Rassenfosse liste 255 dessins sur un total d'un peu moins de 600 pièces,, et ce, malgré le fait que cet inventaire est incomplet, tout spécialement en ce qui concerne les dessins, comme le rappelle Armand Rassenfosse en note de bas de page.

## Parcours de l'œuvre
Selon le catalogue Delchevalerie-Rassenfosse, le dessin fait partie, en 1927, de la collection Henrard. En 1981, il est répertorié dans la collection Coulon-Bosny selon le catalogue de l'exposition Adrien de Witte : Dessins - Pastels - Gravures.

## Description
La conservatrice de musée Françoise Clercx-Léonard-Etienne et l'historienne Sylvie Lejeune décrivent le portrait en ces termes :

« Le personnage se détache sur un fond ombré. Le bord du chapeau plus noir est surmonté de fleurs blanches. Le visage […] est doucement modelé par de petits traits délicatement dessinés. Les plis de la robe sont bien marqués par des traits croisés pour les noirs ou parallèles pour les gris,. »

## Réception critique
En 1988, alors que l'historienne de l'art Emmanuelle Sikivie vient de commenter les « quelques portraits de bourgeois respectables » que réalise Adrien de Witte, elle remarque que l'on « trouve aussi des figures plus attachantes comme cette Jeune fille en chapeau se gantant, dessinée à la plume en 1888 ; sa silhouette se détache sur un fond sombre et de Witte modèle d'un trait délicat le visage de la jeune femme au regard évanescent ».

## Expositions
- 1981 : Adrien de Witte : Dessins - Pastels - Gravures, du 11 septembre au 15 novembre, Cabinet des Estampes et des Dessins, Liège (catalogue no 85)[18],[4].